# 逍遙山 (韓國)
逍遙山（韓語：소요산）位於大韓民國西北部京畿道的東豆川市，海拔536米，是京畿道的一座山，有小金剛山的美譽。

## 交通
- 京元線 逍遙山站

## 參看
- 金剛山